# Кардосо, Факундо
Факундо Омар Кардосо (исп. Facundo Omar Cardozo; родился 6 апреля 1995 года в Сан-Мигель) — аргентинский футболист, защитник клуба «Арсенал (Саранди)».

## Биография
Факундо является воспитанником клуба «Велес Сарсфилд». Он дебютировал за свой клуб 19 августа 2013 года во встрече с «Олл Бойз». Всего в своём дебютном сезоне он провёл четырнадцать встреч и забил два гола. В сезоне-2014 Факундо провёл за «Велес Сарсфилд» двенадцать встреч, большинство из них он начинал в стартовом составе.
В составе юношеской сборной он участвовал на юношеском чемпионате мира 2011, но ни разу не вышел там на поле. В составе молодёжной сборной Аргентины Факундо принимал участие на молодёжном чемпионате Южной Америки 2015 и был одним из основных центральных защитников.

## Достижения
- Обладатель Суперкубка Аргентины (1): 2013